# David Jaffe

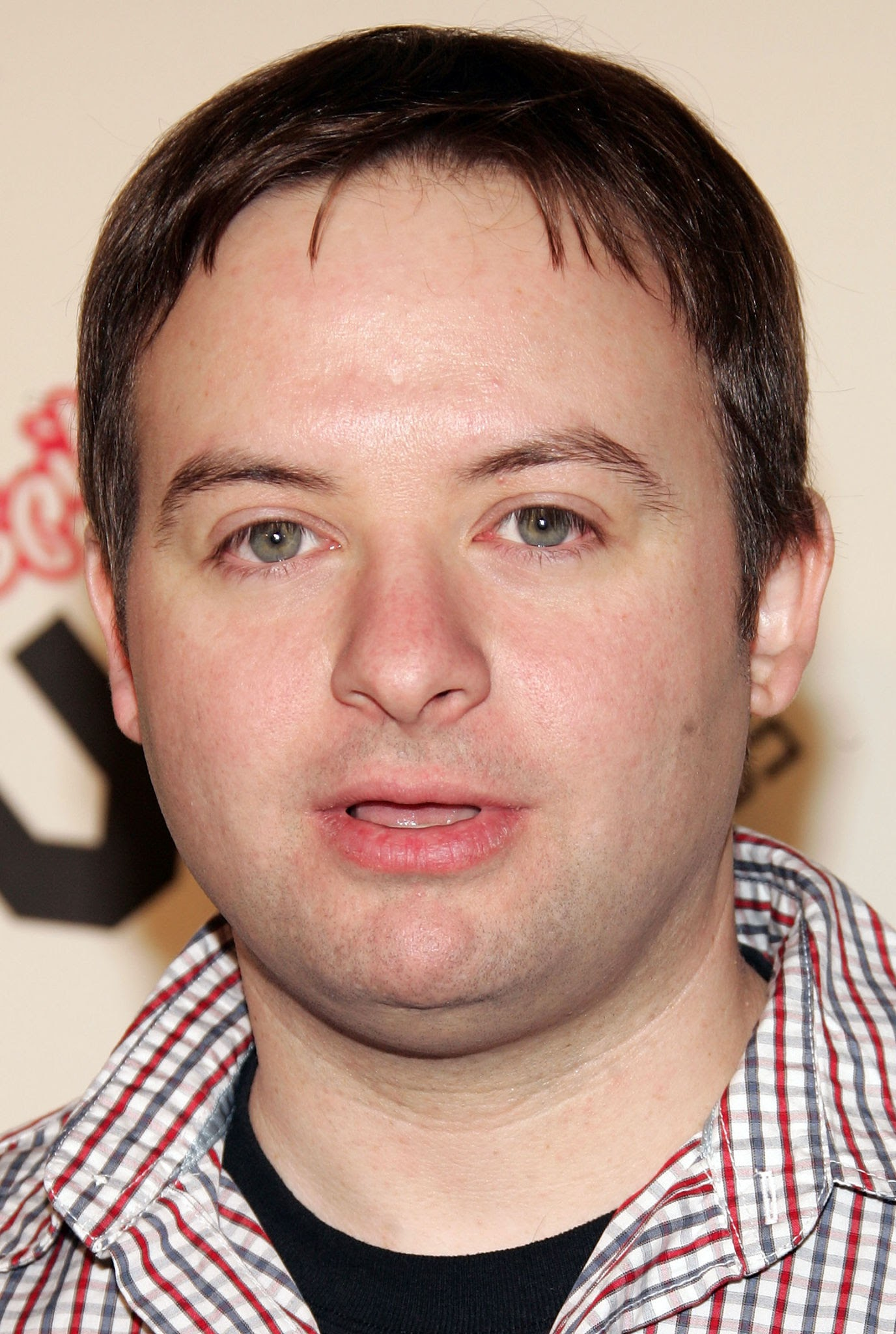
David Jaffe em 2005.

David Jaffe é um famoso director  e designer de videojogos Norte-Americano que actualmente reside em San Diego na Califórnia. É casado e tem duas crianças. Ele é mais conhecido por ser o criador da aclamada franquia de videojogos God of War.

## Biografia
Nascido em 1971, passa a sua juventude em Birmingham, Alabama.
Viria mais tarde a estudar na University of Southern California, em Los Angeles, onde aspirava ser realizador de cinema. Batalha durante vários anos em busca de conquistar esse sonho, contudo, nunca conseguiu ver esses seus objectivos atingidos e dedica-se, neste ponto, à indústria dos videojogos.

Numa entrevista para a Game Trailers, David Jaffe faz questão de dizer que ser realizador de cinema já não faz parte integrante das suas ambições e sente-se extraordinariamente bem com a sua situação presente.
A sua vida foca-se sobretudo nos videojogos e nos seus grandes títulos altamente lucrativos, como, por exemplo, na produção do grande épico God of War e Twisted Metal, títulos que lhe deram grande prazer em fazer, embora que, ao mesmo tempo, lhe tivesse sido muito custoso, não apenas em termos de fadiga física e mental, mas também de tempo perdido com a sua família por praticamente levar a vida num escritório rodeado de computadores. Como dizia: "sentia-me um rato na roda de actividades durante a confecção desse jogo."

Apesar de não pôr de lado a hipótese de trabalhar noutro épico como God of war, prefere actualmente dedicar-se a jogos que possam ser feitos em apenas poucos meses e sejam baixados da Internet para a consola PlayStation 3, ou seja, a jogos baratos e de pequeno formato como é o caso de Calling All Cars!.

## Carreira
Despede-se da Sony Computer Entertainment America (SCEA) a 27 de Julho de 2007, onde era director-criativo e da qual foi trabalhador sensivelmente durante quinze anos, Jaffe decide formar a sua própria empresa de videojogos denominada: Eat, Sleep, Play. O nome humoristicamente significa as três condições básicas da vida de qualquer um: Comer, Dormir, Jogar.
 A companhia SCEA assinou um contrato de exclusividade com o novo estúdio formado pelos lendários criadores de videojogos David Jaffe e Scott Campbell. O seu primeiro jogo para a Playstation sairá em 2008.
 David Jaffe e Scott Campbell, este último é um colaborador de longa data de Jaffe e é também o co-criador dos títulos Twisted Metal e de God of War II, além de fundador dos estúdios Incógnito Entertainment, formaram, em conjunto, a Eat, Sleep, Play (localizada no Utah) sob a propaganda dos estúdios SCEA de Santa Monica. No decorrer deste assunto, Campbel também deixou a Incognito Entertainmtent para se dedicar ao novo projecto.

Entretanto, o estúdio de Jeffe e Campbell já tem assinado um compromisso com a SCEA para desenvolver três jogos exclusivos para as consolas da Sony. Além disso, tratará de fazer o lançamento do jogo Twisted Metal: Head-On da PlayStation Portable para a PlayStation 2.
Assim falou Shuhei Yoshida, vice-presidente da SCEA: "Estamos extremamente agradados com o trabalho de David e Scott e iremos apoiá-los no seu novo investimento. Sucesso atrás de sucesso, eles estabeleceram-se como dois dos mais talentosos criadores de videojogos que esta indústria jamais viu, e eu anseio pela inovação que estas pessoas são capazes de trazer aos videojogos desta geração."

## Jogos no cinema
Ainda grande apaixonado por filmes, Jaffe não esconde o facto de querer ver o seu videojogo God of War projectado na grande tela do cinema. Já se falaram até dos possíveis actores para desempenharem o papel de Kratos, o guerreiro sanguinário do jogo, sendo um dos preferidos do momento por David Jaffe, o actor Djimon Hounsou

## Trabalhos
- God of War 3 (2010) (Playstation 3) - Roteiro
- Twisted Metal: Head On (2007) (PlayStation 2)
- Calling All Cars! (2007) (PlayStation 3)
- Heartland (cancelado) (PlayStation Portable)
- God of War II (2007) (PlayStation 2) - Diretor
- God of War (2005) (PlayStation 2) – Diretor
- Kinetica (2001) (PlayStation 2) – Desenhista
- Twisted Metal: Black (2001) (PlayStation 2) – (Desenhista / Director)
- Dark Guns (cancelado) (PlayStation)
- Twisted Metal 2 (1996) (PlayStation) – (Desenhista / Produtor)
- Twisted Metal (1995) (PlayStation) – (Desenhista / Assistente de produção)
- 3 Ninjas Kick Back (1994) – Assistente de produção
- Mickey Mania (1994) (Super NES/Mega Drive/Sega CD) – Desenhista
- Cliffhanger (1993) – Jogador de Teste
- Skyblazer (1993) – Jogador de Teste